# NGC 275
NGC 275 es una galaxia espiral barrada de la constelación de Cetus. 
Fue descubierta el 9 de octubre de 1828 por el astrónomo John Herschel.